# 约拉姆·科亨

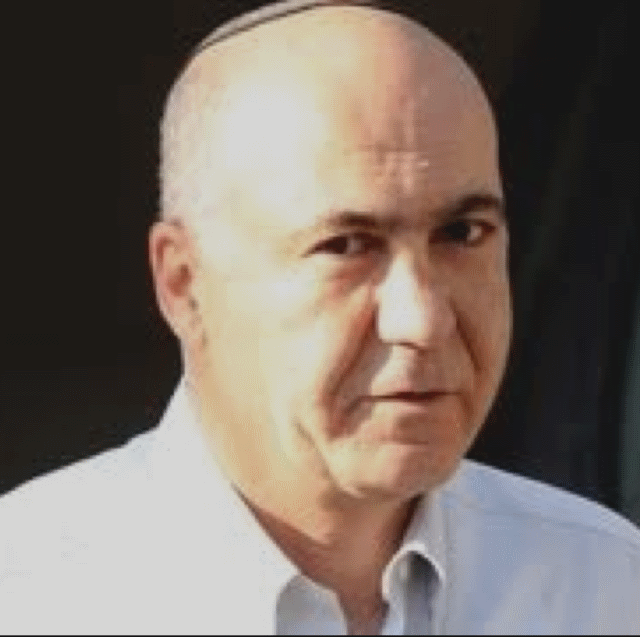

约拉姆·科亨（希伯來語：‎，1960年10月15日—），现任辛贝特局长，2011年5月15日上任。

## 生平
1982年，约拉姆·科亨在以色列国防军完成兵役后，即工作于以色列安全总局。科亨拥有海法大学硕士学位。